# Nipponoserica dahongshanica
Nipponoserica dahongshanica är en skalbaggsart som beskrevs av Ahrens 2005. Nipponoserica dahongshanica ingår i släktet Nipponoserica och familjen Melolonthidae. Inga underarter finns listade i Catalogue of Life.